# Zialony Sad (obwód homelski)
Zialony Sad (biał. Зялёны Сад; ros. Зелёный Сад) – osiedle na Białorusi, w obwodzie homelskim, w rejonie homelskim, w sielsowiecie Azdzielina.